# World Rugby Sevens Series
World Rugby Sevens Series (od nazwy sponsora HSBC World Rugby Sevens Series) – coroczna seria turniejów dla męskich reprezentacji narodowych w rugby 7 organizowana przez World Rugby (wcześniej IRB) od sezonu 1999/2000. Zwycięzcą w danym sezonie zostaje zespół, który podczas całego cyklu zdobędzie najwięcej punktów, które są przyznawane za zajęcie poszczególnych miejsc w każdym turnieju, których liczba w historii zawodów wahała się od siedmiu do jedenastu. Turnieje trwają z reguły dwa dni i występuje w nich szesnaście reprezentacji, wyjątkiem jest trzydniowy Hong Kong Sevens. Spośród dwudziestu jeden dotychczasowych edycji trzynastokrotnie triumfowała reprezentacja Nowej Zelandii.

## Zwycięzcy
| Sezon     | Turnieje | Zwycięzca         | Źródło |
| --------- | -------- | ----------------- | ------ |
| 1999/2000 | 10       | Nowa Zelandia     |        |
| 2000/2001 | 9        | Nowa Zelandia     |        |
| 2001/2002 | 11       | Nowa Zelandia     |        |
| 2002/2003 | 7        | Nowa Zelandia     |        |
| 2003/2004 | 8        | Nowa Zelandia     |        |
| 2004/2005 | 7        | Nowa Zelandia     |        |
| 2005/2006 | 8        | Fidżi             |        |
| 2006/2007 | 8        | Nowa Zelandia     |        |
| 2007/2008 | 8        | Nowa Zelandia     |        |
| 2008/2009 | 8        | Południowa Afryka |        |
| 2009/2010 | 8        | Samoa             |        |
| 2010/2011 | 8        | Nowa Zelandia     |        |
| 2011/2012 | 9        | Nowa Zelandia     |        |
| 2012/2013 | 9        | Nowa Zelandia     |        |
| 2013/2014 | 9        | Nowa Zelandia     |        |
| 2014/2015 | 9        | Fidżi             |        |
| 2015/2016 | 10       | Fidżi             |        |
| 2016/2017 | 10       | Południowa Afryka |        |
| 2017/2018 | 10       | Południowa Afryka |        |
| 2018/2019 | 10       | Fidżi             |        |
| 2019/2020 | 6        | Nowa Zelandia     |        |